# Birreta
La birreta és un birret, capell quadrangular de seda acabat amb una borla del mateix color que fan servir els clergues catòlics. El color de la birreta depèn del rang eclesiàstic: de color vermell és pròpia dels cardenals.
La diferenciació per colors és:

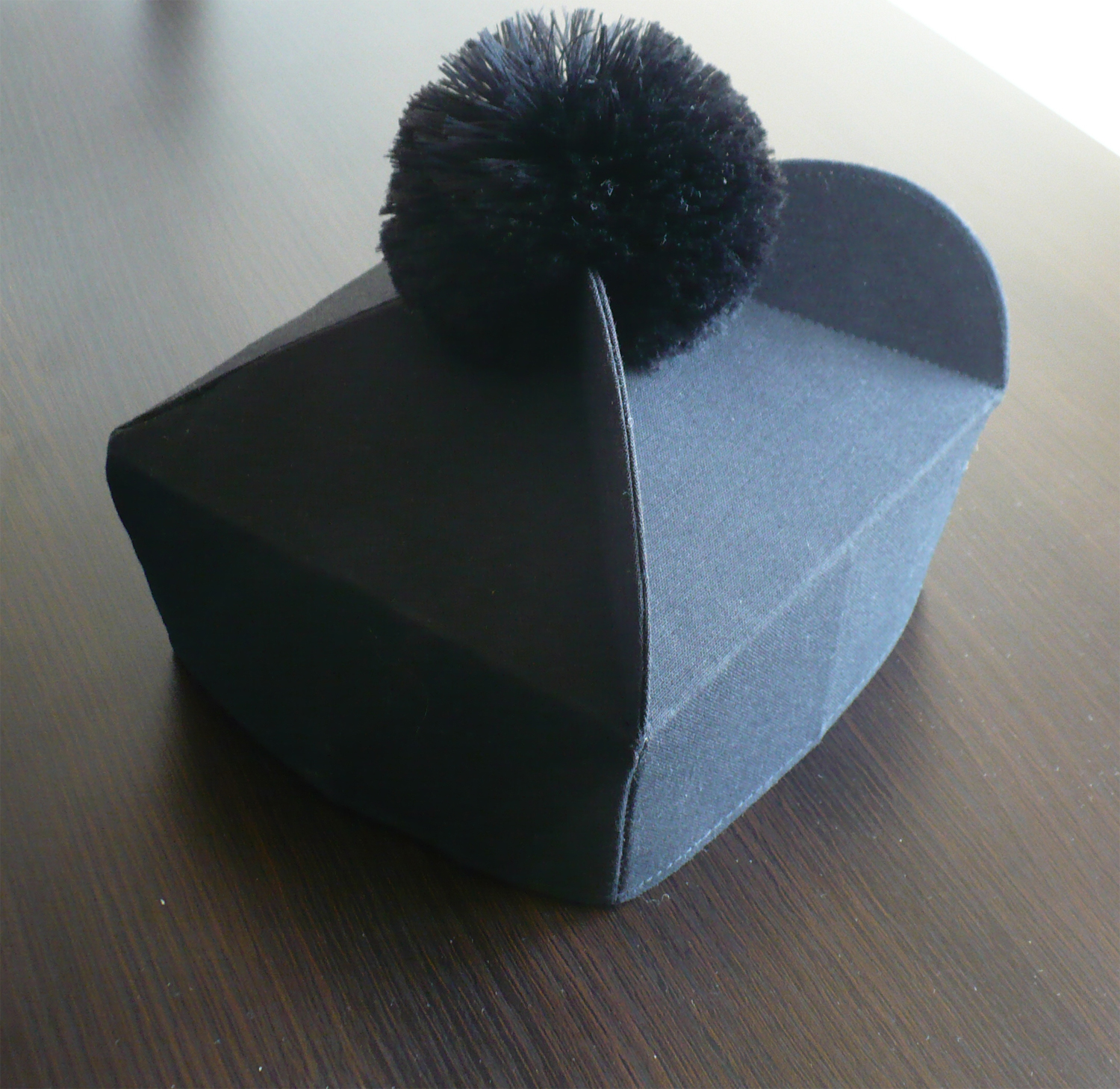
Tradicional birreta negra

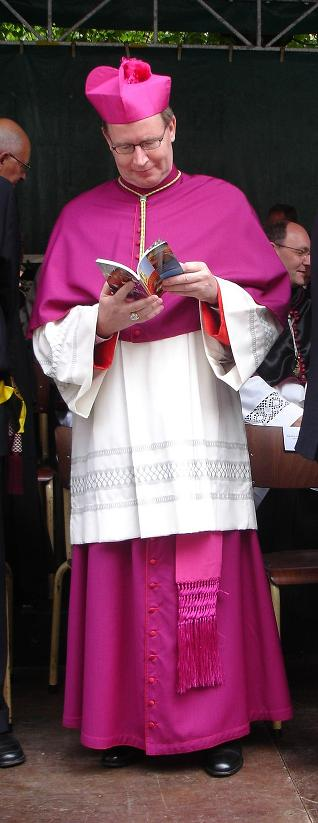
L'arquebisbe Willem Jacobus Eijk, amb la birreta episcopal

- cardenals: vermell, amb borla vermella o sense borla, fet de seda moaré o de seda llisa
- nuncis apostòlics: morada, amb borla del mateix color, de seda moaré
- bisbes: morada, amb borla del mateix color, de seda llisa
- canonges: negra, amb borla vermella, de seda llisa
- prelats majors: negra, amb borla morada, de seda llisa
- preveres: negra, amb borla del mateix color, de seda llisa
- resta del clergat: negra, llisa i sense borla, tot i que caben múltiples diferències de color de la borla i d'ús de cordons de colors als costats, segons els graus i els costums locals. El clergat regular no fa servir birreta, amb excepcions com la blanca d'alguns ordes com la dels premonstratencs o la negra sense borla i quatre crestes que porten els felipons.
- el papa no fa servir birreta, tot i que, excepcionalment, Joan XXIII se'n va fer confeccionar una de color blanc.

## Ús
Pot tenir un paper en certs ritus, com per exemple el nomenament d'un cardenal es produeix durant una celebració solemne al qual el Papa li imposa una birreta de color vermell, que substitueix el capel que s'imposava abans del Concili Vaticà II (1962-65).
Abans de la reforma litúrgica després del Concili Vaticà II, aquesta lligadura s'emprava com a part de la vestimenta coral i també com a element litúrgic. Actualment és molt estrany, car el seu ús quedà com a facultatiu. Tot i això, forma part de la indumentària eclesial. Per tant, si el protocol religiós i civil demana explícitament que portin les robes corals, també han de portar la birreta. El poden fer servir els celebrants, preveres, diaques i sotsdiaques, durant processons, a les processons sense el Santíssim Sagrament, quan prediquen i quan estan asseguts a les funcions solemnes. Al cor d'una església catòlica, els clergues se'l poden posar quan estan asseguts, llevat que el Santíssim Sagrament estigui exposat. Fora de celebracions molt solemnes, la birreta negra és quasi fora ús al quotidià, excepte a la franja conservadora adepte del ritu tridentí aficionada de la moda preconciliària i oposada als vestits laïcs per al clergat.